# Джон Хей Уитни
Джон Хей Уитни (на английски: John Hay Whitney) (27 август 1904 – 8 февруари 1982), известен фамилиарно като „Jock“ Whitney, е американски дипломат, член на рода Уитни. Бил е посланик на САЩ във Великобритания и издател на New York Herald Tribune.

## Семейство
Роден е на 27 август 1904 г. в Елсуърт, щата Мейн. Потомък е на Джон Уитни, пуритан, заселил се в Масачузетс през 1635 г., както и на Уилям Брадфорд, заселил се в Мейфлауър. Баща му е Пейн Уитни, а дядовци са му Уилям С. Уитни и Джон Хей - и членове на правителството. Майка му е Хелън Хей Уитни.
Семейство Уитни живее в съседство с Джеймс Б. Дюк, съпругата му и дъщеря им Дорис. Чичо му Оливър Хазард Пейн е бизнес партньор на Джон Рокфелер в компанията „Американ Табако Лимитед“.
„Джок“ Уитни завършва Йейлския университет. Като баща си се присъединява към студентското братство „Делта Епсилон Капа“. Баща му, дядо му и прачичо му са тренирали гребане в Йейл, а баща му е бил капитан на екипажа през 1898 г. В горните курсове става член на тайното общество „Свитък и ключ“. Докато е в Йейл, твърди, че е измислил термина „екипажно подстригване“ за вид прическа, която е известна с това име.
След като се дипломира през 1926 г., Уитни постъпва в Оксфордския университет, но смъртта на баща му налага завръщането му у дома. Той наследява доверителен фонд от 20 млн. долара (еквивалентно на 210 млн. долара през 2005 г.), а по-късно наследява 4 пъти по-голяма стойност от майка си.
През 1953 г. Джон Уитни получава златен медал „Сто години Ню Йорк“ (годишна номинация от 1930 г.) като признание „за изключителен принос към град Ню Йорк“.

## Външни източници
- ((en)) Джон Хей Уитни в  Internet Movie Database
- ((en)) Philadelphia Inquirer Obituary 9 Feb 1982 Архив на оригинала от 2006-09-11 в Wayback Machine.
- ((en)) John Hay Jock Whitney във findagrave.com